# Adwa (sopka)
Adwa (také Aabida, Amoissa, Dabita) je v současnosti neaktivní stratovulkán, nacházející se v Etiopii, východně od starší sopky Ayelu. Vrchol sopky je tvořen kalderou s rozměry 4 × 5 km, přerušenou trachytickým dómem. V kaldeře se nacházejí i aktivní fumaroly.